# David White
David White (n. 4 aprilie 1916 – d. 27 noiembrie 1990) a fost un actor de TV si film american.

## Filmografie
| An   | Titlu                               | Rol                      | Note        |
| ---- | ----------------------------------- | ------------------------ | ----------- |
| 1957 | Gustul dulce al succesului          | Otis Elwell              | nemenționat |
| 1958 | The Goddess                         | Burt Harris              | nemenționat |
| 1960 | Apartamentul                        | Mr. Eichelberger         |             |
| 1960 | Sunrise at Campobello               | Mr. Lassiter             |             |
| 1961 | The Great Impostor                  | Dr. Hammond              |             |
| 1961 | Madison Avenue                      | Stevenson Brock          |             |
| 1965 | The Lollipop Cover                  | Richard                  |             |
| 1970 | The Red, White, and Black           | 10th Cavalry Trooper #16 |             |
| 1972 | Expresul bulgărilor de zăpadă       | Mr. Fowler               |             |
| 1977 | The Happy Hooker Goes to Washington | Senator Rawlings         |             |
| 1985 | Repede înainte                      | Mr. Sabol                |             |
| 1985 | Moștenire buclucașă                 | George Granville         |             |